# یواس‌اس ساکاتونچی (ای‌اوجی-۱۹)
یواس‌اس ساکاتونچی (ای‌اوجی-۱۹) (به انگلیسی: USS Sakatonchee (AOG-19)) یک کشتی بود که طول آن 220 ft 6 in بود. این کشتی در سال ۱۹۴۳ ساخته شد.